# سلمونيلا
السلمونيلا أو السَّلْمُونِلَّة جنس من العصيات المعوية سلبية الغرام لا تشكل أبواغاً وتنتج كبريت الهيدروجين. طولها بين 1 و7 ميكرون، وسمكها 0.3 - 0.7 ميكرون. بين أنواعها مسببات التيفية ونظيرة التيفية والتسممات الغذائية وأدواء السلمونيلات عند الإنسان والحيوان.

## لمحة تاريخية
تمت تسمية الجنس على اسم دانيال سالمون (1850-1914)، وهو اختصاصي أمريكي بالباثولوجيا البيطرية.

## الخواص
عصيات سلبية الغرام، لاهوائية مخيرة. أغلب أنواعها قادر على الحركة بفضل الأهداب المحيطية. تشكل مستعمرات مستديرة بيضاء ضاربة إلى الرمادي على أوساط الزرع الصلبة، وفي الأوساط السائلة تشكل عكراً وراسباً وأحياناً أغشية. تخمر السكريات (الغلوكوز والمانوز والزايلوز والدكسترين) والكحولات مع تشكيل حمض وأحياناً غاز.

## التصنيف
يقسم الجنس إلى عدة أنواع تشمل حوالي 1200 نمط مصلي تختلف عن بعضها بالبنية المستضدية والخواص الكيميائية الحيوية.
مؤخراً تم تقسيم جنس السلمونيلا إلى نوعين (المبينين بالخط السميك) والباقي هي عبارة عن أنماط مصلية تابعة لأحدهما.
- السلمونيلة البونغورية (باللاتينية: Salmonella bongori) (نسبة إلى مدينة بونغور في تشاد)
- سَلْمونيلَةُ كُوليرا الخَنازير (باللاتينية: Salmonella choleraesuis or Salmonella enterica)
- السَّلْمونيلَةُ المُجْهِضَةُ للخَيل (باللاتينية: Salmonella abortus equi)
- السَّلْمونيلَةُ المُجْهِضَةُ للغَنَم (باللاتينية: Salmonella abortus ovis)
- السَّلْمونيلَةُ الإِيرْتريكِيَّة (باللاتينية: Salmonella aertrycke)
- السَّلْمونيلَةُ الشَّرَجِيَّة (باللاتينية: Salmonella anatum)
- السَّلْمونيلَةُ المُلْهِبَةُ للأَمْعاء (باللاتينية: Salmonella enteritidis)
- السَّلْمونيلَةُ الدَّجاجِيَّة (باللاتينية: Salmonella gallinarum)
- السَّلْمونيلَةُ الهايدِلبِرْغِيَّة (باللاتينية: Salmonella heidelberg)
- السَّلْمونِيلَةُ الهِرْشفيلدِيَّة (باللاتينية: Salmonella hirschfeldii)
- السَّلْمونيلَةُ الهُوتِنِيَّة (باللاتينية: Salmonella houtenae)
- السَّلْمونيلَةُ الطِّفْلِيَّة (باللاتينية: Salmonella infantis)
- السَّلْمونيلَةُ المورغانِيَّة (باللاتينية: Salmonella morgani)
- السَّلْمونيلَةُ النيُوبُورْتِيَّة (باللاتينية: Salmonella newport)
- السَّلْمونيلَةُ النَّظيرَةُ التِّيفِيَّة (باللاتينية: Salmonella paratyphi)
- السَّلْمونيلَةُ الفُراضِيَّة (باللاتينية: Salmonella pullorum)
- السَّلْمونيلَةُ السَّلاَمِيَّة (باللاتينية: Salmonella salamae)
- السَّلْمونيلَةُ الشُّوتْمُولَرِيَّة (باللاتينية: Salmonella schottmlleri or Salmonella schottmuelleri)
- السَّلْمونيلَةُ السِّنْدائِيَّة (باللاتينية: Salmonella sendai)
- السَّلْمونيلَةُ التِّيفِيَّة (باللاتينية: Salmonella typhi or Salmonella typhosa)
- السَّلْمونيلَةُ التِّيفِيَّةُ الفَأْرِيَّة (باللاتينية: Salmonella typhimurium)
- السَّلْمونيلَةُ التِّيفِيَّةُ الخَنْزيرِيَّة (باللاتينية: Salmonella typhisuis)

## التحليل والاختبار المعملي
يتم تحديد وجودها من عدمه معمليا بطرق مختلفة أهمها طريقة ال PCR المشهورة،
كما ان الطرق التقليدية تتم بواسطة التحاليل الميكروبيولوجية ولها مدة في حدود سبعة أيام من خلال المرور في عدة مراحل من الإنماء والإكثار علي بيئات تغذوية متخصصة في درجات مختلفة من التخصصية ويليها اختبارات كيميائية حيوية ثم الاختبارات الخاصة بالامصال

## الامراض والاعراض
أغلب السلمونيلات ممرضة، ويتعلق إمراضها بوجود مستضدات H الهدبية العطوبة بالحرارة والمستضدين الكربوهيدراتيين O وVi.
كما ان السلالسة غير التيفودية العدوى (التهاب المعدة والأمعاء)يكون بداية الظهور : عموما خلال 8-12 ساعة بعد تناول الطعام.
الأعراض: ألم في البطن والاسهال، وأحيانا الغثيان والقيء.
الأعراض تستمر ليوم أو أقل، وعادة ما تكون خفيفة. يمكن أن يكون أكثر خطورة في كبار السن أو الوهن.

## السلمونيلا كمسبب مرضي
ميكروب السلمونيلا له علاقة قوية بالحيوان فهو يمكنه الانتقال ببساطة بين الإنسان والحيوانات
كما ان قد تتسبب في التهابات كثيرة عند تناول طعام ملوث. وثمة فرق بين السلمونيلا المعوية والسلمونيلا التيفية / والسلمونيلا نظيرة التيفية، حيث هذه الأخيرة، بسبب وجود عامل الضراوة الزائدة الخاصة وبروتين الكبسولة (مستضد الفوعة)، يمكن أن تسبب أمراضا خطيرة.